# جاناتان تیز
جاناتان تیز (انگلیسی: Jonathan Toews؛ زادهٔ ۲۹ آوریل ۱۹۸۸) بازیکن هاکی روی یخ اهل کانادا است.
وی همچنین برندهٔ جوایزی همچون جام استنلی شده‌است.